# ج. غوردون إدواردز (عالم حشرات ومتسلق جبال)
ج. غوردون إدواردز (1919-2004) عالم حشرات أمريكي ومؤيد لاستخدام وسلامة مبيدات الآفات دي دي تي. كان أستاذًا لعلم الحشرات في جامعة ولاية سان خوسيه لمدة 40 عامًا، وكان يحمل الاسم نفسه لمتحف علم الحشرات بالجامعة. كان ناقدًا صريحًا لريتشيل كارسون ومعارضا للجهود المبذولة لحظر مادة الـ دي.دي.تي، حيث اشتهر بتناول المادة لإثبات سلامتها للبشر. كان أيضًا متسلقًا مشهورًا للجبال، حيث أمضى تسعة مواسم يعمل كحارس طبيعي في حديقة جلاسير الوطنية خلال أربعينيات وخمسينيات القرن الماضي، وعاد كثيرًا لجمع الحشرات وخرائط الطرق. كتابه الصادر عام 1961 دليل المتسلق إلى المنتزه الجليدي الوطني، والذي أعيد نشره عدة مرات منذ ذلك الحين، جعله يُعرف باسم «القديس الراعي للتسلق» في الحديقة، حيث توفي أثناء التنزه، عن عمر يناهز 84 عامًا.

## النشأة والتعليم
ولد غوردون إدواردز في ويلمنجتون بولاية أوهايو في 24 أغسطس 1919 لوالديه جوس وإيفادن إدواردز (ني سبيرز).  تم تسميته على اسم المخرج السينمائي الصامت جي غوردون إدواردز.  نشأ في إنديانابوليس، إنديانا، والتحق بفتيان الكشافة في سن 12 عامًا. درس علم النبات في جامعة بتلر، إنديانا، وتخرج في عام 1942، ثم التحق بالجيش الأمريكي خلال الحرب العالمية الثانية، وعمل كطبيب قتالي في فرقة المشاة رقم 95 في أوروبا. كتب عن القضاء على بق الفراش في الثكنات، وغبار الأفراد بمادة الـ دي.دي.تي للسيطرة على قمل الجسم والوقاية من التيفوس.  تم تسريحه من الجيش بعد تفجيرات هيروشيما وناجازاكي عام 1945، بعد أن أمضى ما يقرب من أربع سنوات مع الجيش. 
تابع تعليمه بعد التخرج في جامعة ولاية أوهايو، حيث حصل على درجة الماجستير في عام 1946 والدكتوراه في علم الحشرات عام 1949. كما عمل كمساعد طيور لدونالد جيه بورور.  في ولاية أوهايو التقى بأليس ألتهاوس وتزوجا في 13 أكتوبر 1946.

## علم الحشرات
في عام 1949، التحق إدواردز بهيئة التدريس في جامعة ولاية سان خوسيه (كلية سان خوسيه كومية آنذاك)، حيث عمل أستاذًا في علم الحشرات حتى تقاعده في عام 1990، تابع بعد ذلك أبحاثه وكان يحاضر بصفته أستاذاً فخرياً. تخصص في الخنافس ونشر عدة مقالات عن حشرات متنزه جلاسير الوطني. انتخب زميلًا مدى الحياة في أكاديمية كاليفورنيا للعلوم في عام 1977، وشغل منصب رئيس جمعية علم الحشرات في ساحل المحيط الهادئ بين عامي 1948 و 1953، وانتخب كعضو فخري في عام 1993.  خلال حياته المهنية، أشرف على 90 طالب ماجستير في علم الحشرات، كان من بينهم علماء مثل تيري إل إروين، الذي يعتبر ادواردز مصدر إلهام له وسر اهتمامه بعلم الحشرات.

## دي تي تي والقضايا البيئية
كان إدواردز من أبرز المؤيدين لاستخدام الـ دي.دي.تي وناقدابارزا لراشيل كارسون. وادعى أن حظر مادة الـ دي.دي.تي لم يستند إلى علم جيد، واتهم دعاة حماية البيئة بتسييس القضايا المتعلقة بمبيدات الآفات.

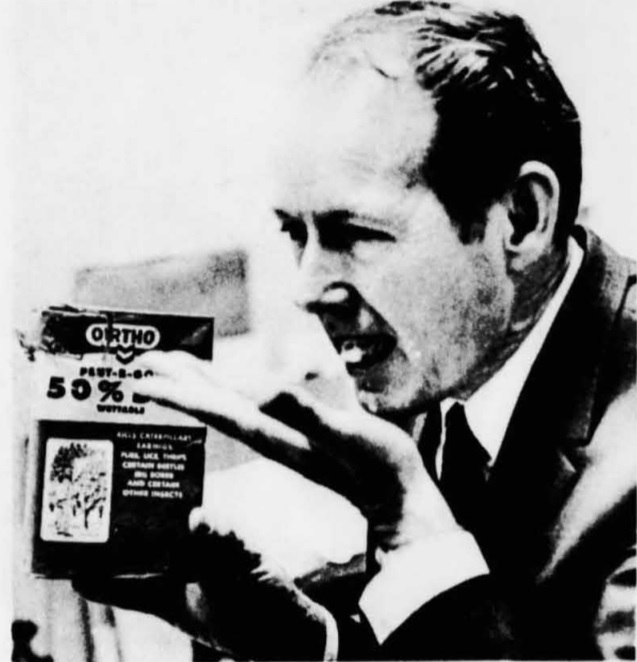
كان إدواردز معروفًا بتناوله لمادة الـ دي.دي.تي قبل إلقاء محاضرة حول سلامتها

في عام 1971 أدلى بشهادته أمام لجنة الزراعة في مجلس النواب بالكونغرس والتي تم الاستشهاد بها على نطاق واسع وتم تداولها، على الرغم من عدم نشر أي أوراق علمية عن مادة الـ دي.دي.تي أو الطيور في ذلك الوقت.
في السبعينيات من القرن الماضي، شارك إدواردز في دعوى تشهير ضد نيويورك تايمز وجمعية أودوبون الوطنية. في أبريل 1972، كتب روبرت أربيب جونيور، محرر مجلة أميركان بيرد التابعة للجمعية، في افتتاحية مفادها أن ممثلي صناعات مبيدات الآفات و "المتحدثين باسم العلماء" الذين يتقاضون رواتبهم "يستخدمون بشكل مضلل بيانات من كرسمس بيرد كاونت للادعاء بأن مجموعات الطيور كانت على الرغم من استخدام مادة الـ دي.دي.تي، والزيادات الواضحة في الطيور المغردة كانت نتيجة لمزيد من مراقبي الطيور بدلاً من المزيد من الطيور. لم يذكر أربيب أسماء أي أفراد في مقالته، لكن عندما اتصلت به صحيفة التايمز، قال إنهم من بينهم إدواردز وتوماس إتش جوكس وروبرت إتش وايت ستيفنز وآخرين. رفع إدواردز وجوكس ووايت ستيفنز دعوى قضائية ضد صحيفة التايمز بتهمة التشهير، وفي عام 1976 حصلوا على 61000 دولار، وهو حكم تم نقضه في العام التالي من قبل محكمة استئناف فيدرالية مستشهدة بحرية الصحافة في الإبلاغ عن الشخصيات العامة.

## كتب
- غمدية الأجنحة أو الخنافس شرق السهول الكبرى (1949) إدواردز بروس.
- دليل المتسلق إلى الحديقة الجليدية الوطنية (1961)
- الحشرات (مع ماثيو إف فيسيل وهربرت هـ. وونغ) (1971) فيرون. سلسلة علوم البيئة الغربية1441270